# Pat O'Connor (wrestler)
Patrick John O'Connor, maggiormente noto con il ring name Pat O'Connor (Raetihi, 22 agosto 1924 – Wanganui, 16 agosto 1990), è stato un wrestler neozelandese.
Considerato uno dei primi lottatori "work", detenne le cinture AWA World Heavyweight Championship e NWA World Heavyweight Championship in contemporanea.

## Inizi
Patrick John O'Connor nacque il 22 agosto 1924 a Raetihi, in Nuova Zelanda, da John Frederick e Isabella O'Connor. Mentre frequentava le scuole superiori alla Feilding Agricultural High School, aiutava anche nella fattoria di famiglia, badando alle pecore. In seguito, s'iscrisse alla Massey University, e nel 1945 militò per un periodo di sei mesi nella New Zealand Royal Air Force.

## Wrestling studentesco
Prima di entrare nel mondo del wrestling professionistico, O'Connor praticò la lotta studentesca. Si allenò con Dave Sparrow, e poi con Don Anderson, mentre lavorava come maniscalco per vivere. Dopo un torneo nel 1947, entrò a far parte della squadra di wrestling di Wellington allenata da Anton Koolmann. Nel 1948, rappresentò la Nuova Zelanda ai Giochi Panamericani. O'Connor vinse il titolo New Zealand Heavyweight Championship sia nel 1949 che nel 1950. Nel 1949 la vittoria gli valse la partecipazione ai IV Giochi dell'Impero Britannico. Ai giochi, O'Connor, sempre rappresentando la Nuova Zelanda, vinse la medaglia d'argento per la lotta libera nella divisione dei mesi massimi. Successivamente decise di diventare un wrestler professionista e si allenò con Len Levy.

## Carriera nel wrestling professionista

### National Wrestling Alliance
Il 19 marzo 1955, O'Connor vinse l'NWA World Tag Team Championship (Chicago version) in coppia con Roy McClarity, e i due rimasero campioni in carica fino al febbraio 1956. Più avanti nello stesso anno, egli lavorò nella Maple Leaf Wrestling. In marzo, si aggiudicò l'NWA British Empire Heavyweight Championship (Toronto version), ma cedette la cintura il 2 maggio 1957 a Gene Kiniski. Nello stesso mese, O'Connor e Whipper Billy Watson vinsero l'NWA Canadian Open Tag Team Championship, per poi perdere i titoli contro Gene Kiniski e Fritz Von Erich il 31 ottobre.

#### NWA World Heavyweight Championship
O'Connor detenne il titolo NWA World Heavyweight Championship dal 1959 al 1961. Conquistò la cintura il 9 gennaio 1959 battendo Dick Hutton. Il regno da campione di O'Connor fu riconosciuto sia dalla National Wrestling Alliance che dalla National Wrestling Association. Il passaggio di titolo era parte di una rivalità tra i booker Sam Muchnick e Fred Kohler, infatti Kohler non aveva voluto sprecare soldi annunciando O'Connor come nuovo campione. Kohler inoltre voleva che O'Connor gli pagasse 10,000 dollari per combattere a Chicago, mentre veniva pagato meno di quanto abitualmente venisse retribuito un campione. O'Connor era così infuriato con Kohler che chiese a Muchnick di non farlo mai più combattere a Chicago. I due raggiunsero in seguito un accordo, e il 19 febbraio 1960, O'Connor lottò a Chicago contro Bruno Sammartino e Johnny Valentine, tra gli altri.
Il 29 luglio nel corso di un evento organizzato da Fred Kohler, O'Connor sconfisse Yukon Eric davanti ad un pubblico di 30,275 persone. A dicembre, O'Connor lavorò per Vincent McMahon Sr. Nel marzo 1961, venne sospeso dall'attività per sedici giorni per non essersi presentato sul ring in un match a New York. Il 30 giugno 1961, O'Connor perse il titolo contro Buddy Rogers davanti ad una folla di 38,622 fan a Comiskey Park. La vendita di biglietti per $148,000 rimase un record per un evento di wrestling per più di vent'anni. Il match, un Two out of Three Falls, fu sponsorizzato come il "match del secolo". Durante l'incontro, entrambi gli uomini ottennero uno schienamento a testa, poi O'Connor sbagliò un calcio volante e si infortunò cadendo sulle corde, e Rogers si aggiudicò l'incontro effettuando lo schienamento vincente.

### American Wrestling Association
Nel maggio 1960, mentre ancora deteneva il titolo NWA World Heavyweight Championship, la American Wrestling Association (AWA) nominò O'Connor primo campione AWA World Heavyweight quando la federazione decise la scissione dalla NWA. Quindi, O'Connor fu in contemporanea sia campione AWA che NWA World Heavyweight. Tuttavia, non difese mai la cintura AWA World Heavyweight Championship, e venne privato della stessa in agosto, dopo novanta giorni, quando Verne Gagne fu dichiarato nuovo campione.
Il 10 novembre 1967, il tag team composto da O'Connor e Wilbur Snyder sconfisse Larry Hennig e Harley Race conquistando l'AWA World Tag Team Championship. La coppia perse il titolo il 2 dicembre cedendolo a Mitsu Arakawa e Dr. Moto. Il 24 settembre 1968, O'Connor e Snyder sconfissero ancora Arakawa e Moto aggiudicandosi i titoli WWA World Tag Team Championship nella World Wrestling Association.

### Carriera successiva
Il 13 ottobre 1970, O'Connor venne introdotto nella Jim Crockett Promotions come primo NWA Eastern States Heavyweight Champion come parte di una storyline sulla creazione del titolo. Il titolo venne successivamente dato a Missouri Mauler con l'annuncio che Mauler l'aveva conquistato a New York.
Pat O'Connor fu anche uno dei proprietari della St. Louis Wrestling Club. Insieme a Verne Gagne, Harley Race, e Bob Geigel gestì il territorio di Sam Muchnick quando egli si ritirò.
Il 16 novembre 1987, O'Connor partecipò ad una battle royal delle "vecchie glorie" organizzata dalla World Wrestling Federation, che venne vinta da Lou Thesz.

## Morte
Morì di cancro nell'agosto 1990. Il dicembre seguente, la World Championship Wrestling tenne in suo onore il "Pat O'Connor Memorial International Cup Tag Team Tournament", al ppv Starrcade. Nel 1996, è stato introdotto nella Wrestling Observer Newsletter Hall of Fame, nel 2007 è stata la volta della Professional Wrestling Hall of Fame. Inoltre, è membro della Stampede Wrestling Hall of Fame, e nel 2016 è diventato membro onorario della WWE Hall of Fame, categoria appositamente istituita quello stesso anno.

## Titoli e riconoscimenti

### Wrestling studentesco
- IV Giochi dell'Impero Britannico - medaglia d'argento nella lotta libera (pesi massimi)
- New Zealand Heavyweight Championship (1949, 1950)

### Wrestling professionista
- American Wrestling Association
  - AWA World Heavyweight Championship (1)[11]
  - AWA World Tag Team Championship (1) – con Wilbur Snyder[12]
- Central States Wrestling
  - NWA Central States Heavyweight Championship (3)[13]
  - NWA Central States Tag Team Championship (1) – con Bob Brown[14]
  - NWA North American Tag Team Championship (Central States version) (2) – con Sonny Myers[15][16]
  - NWA United States Heavyweight Championship (Central States version) (3)[17]
  - NWA World Tag Team Championship (Central States version) (4) – con Sonny Myers (1), Tiny Mills (1), Bob Geigel (1) e Omar Atlas (1)[18]
- Maple Leaf Wrestling
  - NWA British Empire Heavyweight Championship (Toronto version) (1)[19]
  - NWA Canadian Open Tag Team Championship (1) – con Whipper Billy Watson[20]
- Mid-Atlantic Championship Wrestling
  - NWA Eastern States Heavyweight Championship (1)[21]
- Midwest Wrestling Association
  - Ohio Heavyweight Championship (1)[22]
- Montreal Athletic Commission
  - World Heavyweight Championship (Montreal version) (2)[23]
- National Wrestling Alliance
  - NWA Hall of Fame (Classe del 2011)[24]
- NWA Chicago
  - NWA World Tag Team Championship (Chicago version) (1) – con Roy McClarity[25]
  - NWA World Six-Man Tag Team Championship (1) – con Roy McClarity e Yukon Eric
- NWA New Zealand
  - NWA British Empire/Commonwealth Championship (New Zealand version) (2)[26]
- NWA Rocky Mountain
  - NWA Rocky Mountain Heavyweight Championship (1)[27]
- Professional Wrestling Hall of Fame
  - Classe del 2007[1]
- Stampede Wrestling
  - Stampede Wrestling Hall of Fame[28]
- St. Louis Wrestling Club
  - NWA World Heavyweight Championship (1)[29]
- St. Louis Wrestling Hall of Fame
  - Classe del 2007[30]
- World Wrestling Association
  - WWA World Tag Team Championship (1) – con Wilbur Snyder[31]
- Wrestling Observer Newsletter
  - Wrestling Observer Newsletter Hall of Fame (Classe del 1996)
- WWE
  - WWE Hall of Fame (Classe del 2016)[32]